# Коло (приток Хоксбери)
Коло (англ. Colo River) — непересыхающая река, входящая в область водосбора реки Хоксбери, протекает по Центральному плоскогорью, Новый Южный Уэльс, Австралия. Высота истока — 218 м над уровнем моря.

## Описание
Река образована слиянием рек Волган и Каперти. Коло протекает на восток, а затем на юг через глубокое ущелье в северной части Голубых гор. Большая часть реки лежит в Национальном парке Уоллеми. На реке была запрещена застройка, расчистка лесов и строительство плотин в конце 1970-х годов Обществом по охране дикой природы Коло и другими экологическими организациями. Притоки Коло — реки Воллангамбе и Уоллеми.

## История
Низовье Коло было впервые исследовано европейцами в июне 1789 года Артуром Филлипом, а заселение началось с начала 1800-х годов благодаря земельным грантам, которые были значительно расширены с 1833 года. Река была важным транспортным коридором в период, предшествовавший автомобильным перевозкам, на котором товары и продукция доставлялись вниз по реке Хоксбери в Сидней.